# Tristan Delacroix
Tristan Delacroix (* 12. Juni 1994 in Toulon) ist ein französischer Radrennfahrer.

## Sportlicher Werdegang
Nach dem Wechsel in die U23 fuhr Delacroix zunächst für mehrere französische Vereine und startete vorrangig bei Rennen des nationalen Kalenders in Frankreich, wo er auch einige Erfolge seinem Palmarès hinzufügen konnte. Zur Saison 2021 wechselte er zum damaligen Verein Sprinter Nice Métropole. Noch im selben Jahr gewann er bei der Tour of Kosovo 2021 die erste Etappe und legte damit auch den Grundstein für den Gewinn der Gesamtwertung. Er blieb fester Bestandteil seines Teams, als dieses zur Saison 2022 als UCI Continental Team lizenziert wurde. Weitere zählbare Erfolge gelangen ihm bisher nicht.
Zur Saison 2024 wechselte Delacroix zum AVC Aix-en-Provence, der 2025 unter dem Namen AVC Aix Provence Dole als Continental Team lizenziert wurde.

## Erfolge
2021
- Gesamtwertung, eine Etappe und Punktewertung Tour of Kosovo
- Punktewertung Tour de Serbie